# Fortuynia elamellata
Fortuynia elamellata is een mijtensoort uit de familie van de Fortuyniidae. De wetenschappelijke naam van de soort is voor het eerst geldig gepubliceerd in 1967 door Luxton.